# Lac de Wurl
Le lac de Wurl (allemand : Wurlsee) est un lac du Brandebourg en Allemagne du nord, à environ 80 kilomètres au nord de Berlin. Il se trouve dans la région des lacs d'Uckermark et du parc naturel du même nom, ainsi que du réseau des lacs entourant la petite ville de Lychen.
Il est relié par un canal au Nesselpfuhl. Sa superficie est de 95 hectares, sa longueur effective d'1,69 km et sa largeur de 940 mètres. Sa profondeur moyenne se situe entre 3 et 5 mètres et son point le plus profond à 28 mètres.
On peut y pêcher la sandre, le brochet, ou le corégone et y trouver le grèbe huppé, la foulque macroule ou le colvert.